# Salimbene de Adam

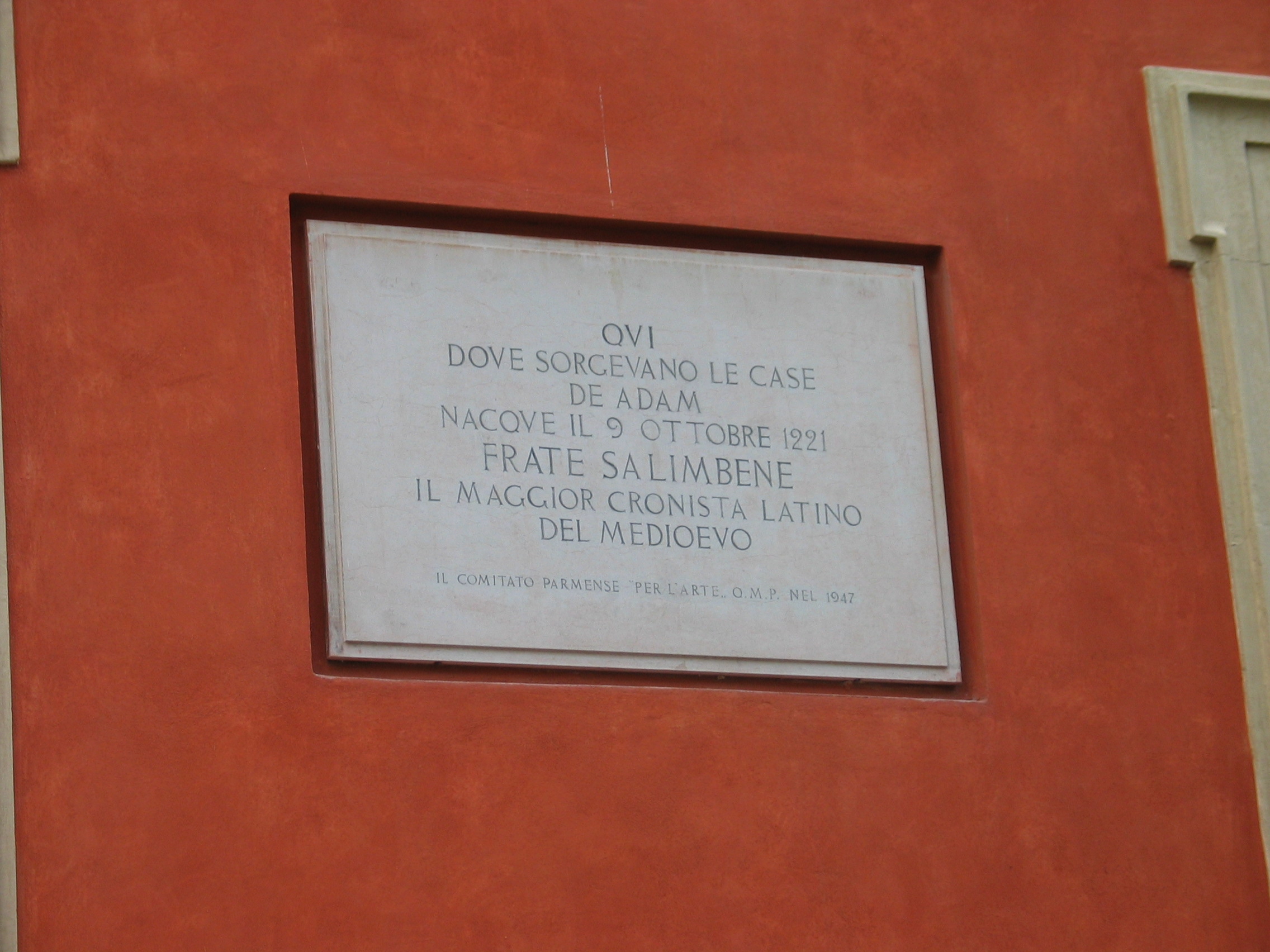
Herdenkingsplaat op het geboortehuis van Salimbene.

Salimbene de Adam (ook Salimbene van Parma of kortweg Salimbene - zijn geboortenaam zou Balian de Adam geweest zijn) (Parma, 9 oktober 1221 - ca. 1290) was een Italiaans franciscaan en kroniekschrijver van de orde.

## Leven
Salimbene kwam uit de welstellende familie de Adam. Zijn vader, Guido de Adam, was kruisvaarder geweest tijdens de Vierde Kruistocht onder Boudewijn I van Constantinopel. Begin 1238, op 16-jarige leeftijd, sloot Salimbene zich aan bij de franciscanen. Hij werd er ingekleed door Elias van Cortona. Zijn toetreding was zeer tegen de zin van zijn vader, die woedend was en tevergeefs trachtte hem er terug uit te halen.
Salimbene reisde veel en werd in 1248 tot priester gewijd. Zoals velen in die tijd, was Salimbene onder de indruk van de leer van Joachim van Fiore over de Apocalyps en de drie tijdperken, met de verwachting van het aanbreken van de tijd van de Heilige Geest. Nadat 1260 - het jaar waarin de openbaring verwacht werd - gepasseerd was zonder bijzondere gebeurtenissen, liet Salimbene het joachimisme achter zich.

## Werk
Het belangrijkste werk van Salimbene is zijn Chronica, een kroniek van zijn leven, vooral belangrijk als historische bron over de franciscanerorde. Vermoedelijk begon Salimbene in de jaren 1260 met het schrijven. De definitieve versie ontstond tussen 1282 en 1288. Het werk wordt nog steeds gebruikt als belangrijke bron.